# Cilleros de la Bastida
Cilleros de la Bastida là một đô thị ở tỉnh Salamanca, phía tây Tây Ban Nha, cộng đồng tự trị Castile-Leon. Đô thị này có cự ly 64 kilômét so với thành phố tỉnh lỵ Salamanca và có dân số 39 người.
Đô thị này có diện tích 16,7 km².
Đô thị này nằm ở khu vực có độ cao 1067 mét trên mực nước biển.
Mã số bưu chính là 37692.